# Майз, Ола Ли
Ола Ли Майз (англ. Ola Lee Mize; 28 августа 1931, Альбертвилль — 12 марта 2014, Гадсден) — офицер армии США, удостоился медали Почёта за свои действия в ходе Корейской войны.

## Биография
Родился 28 августа 1931 года в городе Альбертвилль, штат Алабама, сын издольщика. После девятого класса оставил школу, чтобы помогать семье. Проработав несколько лет на низкооплачиваемых работах, он попытался вступить в армию, но неудачно из-за слишком низкого веса (54 кг). Тем не менее, он не оставил попыток и в итоге, в 1950 году вступил в армию из города Гадсден, штат Алабама.
Ола Ли Майз был приписан к 82-й воздушно-десантной дивизии. Планировал отслужить свой срок и вернуться в школу. С началом Корейской войны Майз поменял планы и пошёл на новый срок, надеясь поучаствовать в боевых действиях. Он вызвался служить на фронте и был назначен сержантом в роту 15-го пехотного полка третьей пехотной дивизии. 10 июня 1953 года его часть, занявшая аванпост Гарри близ Суранг-ни, попала под мощную вражескую атаку. Майз организовал оборонительные позиции, спас раненых солдат и вёл сражение, пока на следующий день в полдень не прибыли подкрепления. Майх был повышен в звании до мастера-сержанта и 24 сентября 1954 года награждён медалью Почёта за свои действия у аванпоста Гарри. Майз вернулся в США, где президент США Эйзенхауэр вручил ему медаль Почёта на церемонии в Белом доме. Позднее Майз встретился и с президентом Джоном Кеннеди.
Позднее Майз перешёл в Силы специального назначения, где получил звание офицера и прослужил три срока во Вьетнаме. В 1965 году он получил назначение в учебную группу Сил специального назначения, где занял пост главы комитета передовых обучений по школам SCUBA, HALO и SKY HOOK. Полковник Майз был ответственным за старт курса боевых пловцов, действующего и поныне в Ки-Уэст, штат Флорида. С 1966 по 1967 год он снова находился во Вьетнаме в составе 5-й группы Сил специального назначения, где командовал группами А, В и С. В 1969 году он снова побывал во Вьетнаме, в составе той же 5-й группы, возглавляя 3-е командование мобильных ударных сил (камбоджийские войска) и удостоился медали «Серебряная звезда» с литерой V за храбрость.
Майз ушёл в отставку в 1981 году в звании полковника.
Умер 12 марта 2014 года в возрасте 82 лет от рака в городе Гадсен, штат Алабама.

## Награды и знаки отличия
|                    | Значок боевого пехотинца с одной звездой |
|                    | Master Parachutist Badge                 |
|                    | Scuba Badge                              |
| Special Forces Tab | Special Forces Tab                       |

| | Ranger Tab                                                     |
| | Медаль Почёта (США)                                            |
| | Серебряная звезда                                              |
| Бронзовый пучок дубовых листьев | Орден «Легион почёта» с одним дубовым листом                   |
| Литера «V» · Бронзовый пучок дубовых листьев · Бронзовый пучок дубовых листьев · Бронзовый пучок дубовых листьев · Бронзовый пучок дубовых листьев | Бронзовая звезда с четырьмя дубовыми листьями и литерой «V»    |
| | Пурпурное сердце                                               |
| Бронзовый пучок дубовых листьев | Похвальная медаль (армия) с одним дубовым листом               |
| | Медаль ВВС                                                     |
| | Медаль «За безупречную службу» (армия)                         |
| Бронзовый пучок дубовых листьев | Медаль «За службу национальной обороне» с одним дубовым листом |
| Бронзовая звезда за службу · Бронзовая звезда за службу                                                                                            | Медаль «За службу в Корее» с двумя звёздами за службу          |
| | Медаль экспедиционных вооружённых сил                          |
| Бронзовая звезда за службу · Бронзовая звезда за службу · Бронзовая звезда за службу                                                               | Медаль «За службу во Вьетнаме» с тремя звёздами за службу      |
| | Медаль «За службу в резерве вооружённых сил»                   |
| | Крест «За храбрость» (Южный Вьетнам)                           |
| | Медаль «За службу ООН в Корее»                                 |
| | Медаль «За кампанию во Вьетнаме» (Южный Вьетнам)               |

### Наградная запись к медали Почёта
Ранг и часть: Мастер-сержант (тогда сержант), армия США, рота К, 15-й пехотный полк, третья пехотная дивизия
Место и дата: близ Суранг-ни, Корея с 10 на 11 июня 1953
Поступил на службу: Гадсен, Алабама. Родился: 28 августа 1931, округ Маршалл, Алабама.
G.O. No.: 70, 24 сентября 1954.
Мастер-сержант Майз из роты «К», отличился благодаря выдающейся храбрости и необычайной отваге, выходящими за рамки долга службы, в бою против врага. Рота К была направлена на оборону стратегически важной позиции «Аванпост Гарри», когда противник предпринял мощную атаку. Узнав, что товарищ на дружественном посту прослушивания был ранен, он в сопровождении санитара пробрался под плотным огнём и спас раненого солдата. По возвращении на главную позицию он организовал эффективную систему обороны и нанёс большие потери решительно атакующим силам противника, проникшим в окопы периметра аванпоста. В ходе своих бесстрашных действий он трижды был сбит с ног взрывами гранат снарядов, но каждый раз бесстрашно возвращался на позиции, упорно сражаясь и успешно отражая вражеские атаки. Когда вражеские атаки прекратились, он собрал своих немногочисленных людей и двинулся от дота к доту, стреляя через амбразуры и бросая во врага гранаты, нейтрализуя вражеские позиции. Когда вражеский солдат, готовый стрелять, выскочил за его товарищем, мастер-сержант Майз убил его, спасая жизнь своему однополчанину. Присоединившись к взводу, переходя от человека к человеку, раздавая боеприпасы и выкрикивая слова ободрения, он заметил, что противник захватил пулемётную позицию. Майз тотчас пробился к позиции, уничтожив 10 врагов и рассеяв остальных. Пробиваясь назад к командному пункту, он обнаружил нескольких раненых и занял позицию для их защиты. Позже, завладев рацией, , он наводил огонь артиллерии по путям наступления противника. На рассвете он помог перегруппироваться для контратаки, которая успешно отбросила противника от аванпоста. Мастер-сержант Майз своим доблестным поведением и непоколебимым мужеством заслужил непреходящую славу и поддержал благородные традиции военной службы.
Оригинальный текст (англ.)
Rank and organization: Master Sergeant (then Sgt.), U.S. Army, Company K, 15th Infantry Regiment, 3d Infantry Division.
Place and date: Near Surang-ni, Korea, 10 to 11 June 1953.
Entered service at: Gadsden, Ala. Born: 28 August 1931, Marshall County, Ala.
G.O. No.: 70, 24 September 1954.
M/Sgt. Mize, a member of Company K, distinguished himself by conspicuous gallantry and outstanding courage above and beyond the call of duty in action against the enemy. Company K was committed to the defense of "Outpost Harry", a strategically valuable position, when the enemy launched a heavy attack. Learning that a comrade on a friendly listening post had been wounded he moved through the intense barrage, accompanied by a medical aid man, and rescued the wounded soldier. On returning to the main position he established an effective defense system and inflicted heavy casualties against attacks from determined enemy assault forces which had penetrated into trenches within the outpost area. During his fearless actions he was blown down by artillery and grenade blasts 3 times but each time he dauntlessly returned to his position, tenaciously fighting and successfully repelling hostile attacks. When enemy onslaughts ceased he took his few men and moved from bunker to bunker, firing through apertures and throwing grenades at the foe, neutralizing their positions. When an enemy soldier stepped out behind a comrade, prepared to fire, M/Sgt. Mize killed him, saving the life of his fellow soldier. After rejoining the platoon, moving from man to man, distributing ammunition, and shouting words of encouragement he observed a friendly machine gun position overrun. He immediately fought his way to the position, killing 10 of the enemy and dispersing the remainder. Fighting back to the command post, and finding several friendly wounded there, he took a position to protect them. Later, securing a radio, he directed friendly artillery fire upon the attacking enemy's routes of approach. At dawn he helped regroup for a counterattack which successfully drove the enemy from the outpost. M/Sgt. Mize's valorous conduct and unflinching courage reflect lasting glory upon himself and uphold the noble traditions of the military service.
— 

## Почести
- Участок шоссе Steel Station Road в городе Гадсен, штат Алабама назван в честь полковника Майза.
- 14 мая 2015 года в ходе празднования 50-летия Школы подводных операций Сил специального назначения в Ки-Уэст, штат Флорида в честь Майза было названо здание штаба[6].